# Гаврилівка (Чугуївський район)
Гаври́лівка — село в Україні, у Чкаловській селищній громаді Чугуївського району Харківської області. Населення становить 289 осіб. До 2016 орган місцевого самоврядування — Чкаловська селищна рада.

## Географія
Село Гаврилівка знаходиться біля витоків річки Гнилиця ІІ (ліва притока р. Сіверський Донець), нижче за течією на відстані 1 км розташоване селище Пролісне. Поруч проходять автомобільна дорога Н26 і залізниця, найближчі станції Бурлуцький і Пролісний (2-3 км), колишнє село Бурлуцький.
Селом тече балка Яр Гаврилів.

## Історія
12 червня 2020 року, відповідно до Розпорядження Кабінету Міністрів України № 725-р «Про визначення адміністративних центрів та затвердження територій територіальних громад Харківської області», увійшло до складу Чкаловської селищної громади.
19 липня 2020 року, в результаті адміністративно-територіальної реформи та ліквідації Чугуївського району, село увійшло до складу новоствореного Чугуївського району Харківської області.

## Населення

### Мова
Розподіл населення за рідною мовою за даними перепису 2001 року:
| Мова            | Кількість | Відсоток |
| --------------- | --------- | -------- |
| українська      | 237       | 82.01%   |
| російська       | 51        | 17.65%   |
| інші/не вказали | 1         | 0.34%    |
| Усього          | 289       | 100%     |